# Хаверлах
Хаверлах (њем. Haverlah) општина је у њемачкој савезној држави Доња Саксонија. Једно је од 37 општинских средишта округа Волфенбител. Према процјени из 2010. у општини је живјело 1.627 становника. Посједује регионалну шифру (AGS) 3158016.

## Географски и демографски подаци
Хаверлах се налази у савезној држави Доња Саксонија у округу Волфенбител. Општина се налази на надморској висини од 160 метара. Површина општине износи 16,8 km². У самом мјесту је, према процјени из 2010. године, живјело 1.627 становника. Просјечна густина становништва износи 97 становника/km².